# Ciconia Consort
Het Ciconia Consort is een Nederlands strijkorkest met als thuisbasis Den Haag. De naam is ontleend aan het wapen van Den Haag, dat een ooievaar (Ciconia ciconia) laat zien. Het orkest is opgericht in 2012 en staat onder leiding van dirigent en artistiek leider Dick van Gasteren.

## Bezetting
Het orkest bestaat uit 20 jonge musici: zes eerste violen, vijf tweede violen, vier altviolen, drie celli, twee contrabassen.

## Concerten
Het Ciconia Consort speelt op podia zoals de Nieuwe Kerk in Den Haag, Het Concertgebouw in Amsterdam, TivoliVredenburg in Utrecht, Theater Hanzehof in Zutphen en de Grote Kerk in Naarden. Concerten zijn overwegend thematisch van aard met geïntegreerde randprogrammeringen en educatieve kinderopvang en cross-overs naar andere disciplines zoals literatuur, wetenschap of theater.
Het Ciconia Consort heeft meerdere cd's opgenomen voor het label Brilliant Classics, die met grote regelmaat zijn te horen op radiostations als het Australische ABC Classic, de Britse BBC, het Duitse SWR2, NDR, de Zwitserse SRF en Nederlandse programma's als Vrije Geluiden, De Muziekfabriek en Muziekwijzer.
Concerten werden live uitgezonden door de NTR Avondconcert op Radio 4 en in 2021 werd een live-concertregistratie uitgezonden op NPO2 Extra.

## Repertoire
Het Ciconia Consort speelt repertoire uit alle stijlperioden, met een accent op laatromantische en moderne muziek. Naast bekende strijkerswerken zoals de Kammersymphonie van Sjostakovits of Verklärte Nacht van Schönberg, brengt het orkest veel onbekend repertoire en Nederlandse premières, zoals Sinfonietta voor strijkorkest van Willem Mengelberg, Prelude, dans en epiloog voor klarinet en strijkorkest van Willem van Otterloo, Eerste symfonie voor strijkorkest van Jacques Castérède of The Lost Balloon van Eduard Hayrapetyan.

## Solisten
Het orkest werkt samen met onder andere solisten als Isabelle van Keulen, Nikola Meeuwsen, Peter Gijsbertsen, Karin Strobos, Pieter Wispelwey en Lavinia Meijer, en sprekers als Maarten van Rossem, Rosita Steenbeek en Pieter Waterdrinker.

## Discografie
| CD                                | Verschijning  | Label                   | Artiesten                                   | Dirigent          | Componisten                                                                                | Cat. Nummer | EAN code      |
| --------------------------------- | ------------- | ----------------------- | ------------------------------------------- | ----------------- | ------------------------------------------------------------------------------------------ | ----------- | ------------- |
| Slavic Rhapsody                   | februari 2023 | Brilliant Classics      | Ciconia Consort, The Hague String Orchestra | Dick van Gasteren | Leoš Janáček, Josef Suk, Bohuslav Martinů, Antonín Dvořák, Bedřich Smetana                 | 96737       | 5028421967370 |
| Rheingold                         | Februari 2022 | Brilliant Classics      | Ciconia Consort Karin Strobos               | Dick van Gasteren | Carl Reinecke, Friedrich Silcher, Max Bruch, Richard Wagner                                | 96426       | 5028421964263 |
| American Pioneers                 | December 2020 | Brilliant Classics      | Ciconia Consort                             | Dick van Gasteren | George Antheil, Aaron Copland, Arthur Foote, Charles Ives                                  | 96086       | 5028421960869 |
| Ciconia Consort live in concert   | Juni 2019     | Donemus Publishing B.V. | Ciconia Consort                             | Dick van Gasteren | Willem Mengelberg, Willem van Otterloo                                                     | DCV 239     |               |
| French Music for String Orchestra | December 2018 | Brilliant Classics      | Ciconia Consort                             | Dick van Gasteren | Arthur Honegger, Camille Saint-Saëns, Charles Koechlin, Guillaume Lekeu, Jacques Castérède | 95734       | 5028421957340 |